# Eulepidotis obscura
Eulepidotis obscura là một loài bướm đêm trong họ Erebidae.